# Final Lap
Final Lap (ファイナルラップ) est un jeu vidéo de course de Formule 1 sorti en 1987 sur System 2. Le jeu a été développé et édité par Namco. Il s'agit de la suite non officielle du jeu vidéo Pole Position.
Le jeu a connu deux suites : Final Lap 2 (1990) et Final Lap 3 (1992).

## Système de jeu
Le joueur pilote des voitures de Formule 1 de la saison 1987 et peut choisir entre Williams-Honda, Lotus-Honda, McLaren-Porsche, ou March-Cosworth. 1987 a notamment été la première année où un grand prix de Formule 1 fut organisé sur le circuit de Suzuka, le principal circuit du jeu. Le tracé du circuit est reproduit fidèlement, allant jusqu'à inclure les panneaux d'affichage des sponsors. Cependant, la durée est considérablement réduite, et il faut moins de quarante secondes pour effectuer un tour dans le jeu.
La version Famicom n'a pas grand-chose à voir avec le jeu d'arcade original, mais elle comprend plus de circuits et un jeu un peu plus simple. La version Famicom propose un mode solo et un mode écran partagé à deux joueurs. Le jeu utilise un système d'amélioration plutôt que des voitures différentes. Le jeu augmente lentement la difficulté de la voiture contrôlée par l'ordinateur, ce qui vous oblige à améliorer continuellement votre voiture pour rester dans la course. Les améliorations consistent en des améliorations du moteur, des freins, des pneus et un boost supplémentaire. Le jeu est sorti au Japon le 12 août 1988.